# Lestes thoracica
Lestes thoracica är en trollsländeart som beskrevs av Harry Hyde Laidlaw, Jr. 1920. Lestes thoracica ingår i släktet Lestes och familjen glansflicksländor. Inga underarter finns listade i Catalogue of Life.